# Phorbas roemeri
Phorbas roemeri är en svampdjursart som först beskrevs av Jörn Hentschel 1929.  Phorbas roemeri ingår i släktet Phorbas och familjen Hymedesmiidae. Inga underarter finns listade i Catalogue of Life.